# San Sebastián Nicananduta
San Sebastián Nicananduta là một đô thị thuộc bang Oaxaca, México. Năm 2005, dân số của đô thị này là 1412 người.